# Aurangabad Bangar
Aurangabad Bangar és una ciutat de cens del districte de Mathura, a l'estat d'Uttar Pradesh a l'Índia. Està situada a 27° 26′ N, 77° 41′ E / 27.44°N,77.69°E (al centre oest de l'estat).
Té una població segons el cens de 2001 de 8.819 habitants.